# Liste der Bodendenkmäler in Aitrang
Auf dieser Seite sind die Bodendenkmäler in der schwäbischen Gemeinde Aitrang zusammengestellt. Diese Tabelle ist eine Teilliste der Liste der Bodendenkmäler in Bayern. Grundlage ist die Bayerische Denkmalliste, die auf Basis des Bayerischen Denkmalschutzgesetzes vom 1. Oktober 1973 erstmals erstellt wurde und seither durch das Bayerische Landesamt für Denkmalpflege geführt wird. Die folgenden Angaben ersetzen nicht die rechtsverbindliche Auskunft der Denkmalschutzbehörde.

## Bodendenkmäler der Gemeinde

### Bodendenkmäler im Ortsteil Aitrang
| Lage                               | Objekt | Akten-Nr.     | Bild           |
| ---------------------------------- | --- | ------------- | -------------- |
| Aitrang (Standort)                 | Körpergräber des frühen Mittelalters.                                                                                    | D-7-8129-0022 |                |
| Aitrang (Standort)                 | Schlagplatz des Mesolithikums.                                                                                           | D-7-8129-0101 |                |
| Aitrang Lindenstraße 42 (Standort) | Pfarrkirche St. Ulrich Mittelalterliche und frühneuzeitliche Befunde im Bereich der Katholischen Pfarrkirche St. Ulrich. | D-7-8129-0104 | weitere Bilder |

### Bodendenkmäler im Ortsteil Huttenwang
| Lage                                | Objekt | Akten-Nr.     | Bild           |
| ----------------------------------- | --- | ------------- | -------------- |
| Huttenwang Huttenwang 29 (Standort) | Mittelalterliche und frühneuzeitliche Befunde im Bereich der Katholischen Pfarrkirche St. Johannes der Täufer. | D-7-8129-0106 | weitere Bilder |
| Huttenwang (Standort)               | Siedlung der römischen Kaiserzeit.                                                                             | D-7-8129-0134 |                |

### Bodendenkmäler im Ortsteil Wenglingen
| Lage                  | Objekt                                       | Akten-Nr.     | Bild           |
| --------------------- | -------------------------------------------- | ------------- | -------------- |
| Wenglingen (Standort) | Burgstall des hohen und späten Mittelalters. | D-7-8129-0029 | weitere Bilder |